# 特里西娅·史密斯
特里西娅·史密斯（英語：Tricia Smith，1957年4月14日—），加拿大女子赛艇运动员。她曾代表加拿大参加1976年、1984年和1988年夏季奥林匹克运动会赛艇比赛，其中1984年奥运会获得一枚银牌。